# Anne Hamilton (1709-1748)
Lord Anne Hamilton (Londra, 12 ottobre 1709 – 25 dicembre 1748) è stato un ufficiale scozzese.

## Biografia
Era il terzogenito di James Hamilton, IV duca di Hamilton, e di sua moglie, lady Elizabeth Gerard. Venne chiamato Anne, in onore della regina Anna, sua madrina di battesimo.
Intraprese la carriera militare nelle Coldstream Guards (1731-1733).

## Matrimonio
Nel mese di ottobre 1742, sposò Anna Mary Charlotte Powell (?-26 luglio 1791), figlia di Charles Powell e Mary Powell. Ebbero due figli:
- James Hamilton (1746-1804)
- Charles Hamilton (1747-1825)

Ebbe un figlio illegittimo da Mary Edwardes, figlia di Francis Edwardes:
- Gerard Anne Edwards (1734-1773), sposò nel 1754, Lady Jane Noel, figlia di Battista Noel, IV conte di Gainsborough. Furono i genitori di Sir Gerard Noel, II Baronetto, antenato del Conti di Gainsborough della seconda creazione.

## Morte
Morì in Francia all'età di 39 anni, e fu sepolto nella chiesa di St. James, a Piccadilly nel luglio successivo. Dopo la morte del XII duca di Hamilton nel 1895, senza eredi maschi, un suo discendente, Alfred Douglas-Hamilton, succedette al ducato.

## Ascendenza
|                                         |                                  |                                         | Genitori                                |  |  | Nonni |  |  | Bisnonni                               |  |  | Trisnonni                         |  |
|                                         |                                  |                                         |                                         |  |  |       |  |  | William Douglas, I marchese di Douglas |  |  | William Douglas, X conte di Angus |  |
|                                         |                                  |                                         |                                         |  |  |       |  |  | William Douglas, I marchese di Douglas |  |  | William Douglas, X conte di Angus |  |
|                                         |                                  | Elizabeth Oliphant                      |                                         |  |  |       |  |  | William Douglas, I marchese di Douglas |  |  |                                   |  |
| William Douglas, I conte di Selkirk     |                                  |                                         |                                         |  |  |       |  |  | William Douglas, I marchese di Douglas |  |  |                                   |  |
|                                         |                                  | lady Mary Gordon                        | George Gordon, I marchese di Huntly     |  |  |       |  |  |                                        |  |  |                                   |  |
|                                         |                                  | lady Mary Gordon                        | George Gordon, I marchese di Huntly     |  |  |       |  |  |                                        |  |  |                                   |  |
|                                         |                                  | lady Mary Gordon                        | lady Henrietta Stewart                  |  |  |       |  |  |                                        |  |  |                                   |  |
| James Hamilton, IV duca di Hamilton     |                                  | lady Mary Gordon                        |                                         |  |  |       |  |  |                                        |  |  |                                   |  |
|                                         |                                  | James Hamilton, I duca di Hamilton      | James Hamilton, II marchese di Hamilton |  |  |       |  |  |                                        |  |  |                                   |  |
|                                         |                                  | James Hamilton, I duca di Hamilton      | James Hamilton, II marchese di Hamilton |  |  |       |  |  |                                        |  |  |                                   |  |
|                                         |                                  | James Hamilton, I duca di Hamilton      | lady Ann Cunningham                     |  |  |       |  |  |                                        |  |  |                                   |  |
| Anne Hamilton, III duchessa di Hamilton |                                  | James Hamilton, I duca di Hamilton      |                                         |  |  |       |  |  |                                        |  |  |                                   |  |
|                                         |                                  | lady Margaret Feilding                  | William Feilding, I conte di Denbigh    |  |  |       |  |  |                                        |  |  |                                   |  |
|                                         |                                  | lady Margaret Feilding                  | William Feilding, I conte di Denbigh    |  |  |       |  |  |                                        |  |  |                                   |  |
|                                         |                                  | lady Margaret Feilding                  | lady Susan Villiers                     |  |  |       |  |  |                                        |  |  |                                   |  |
| lord Anne Hamilton                      |                                  | lady Margaret Feilding                  |                                         |  |  |       |  |  |                                        |  |  |                                   |  |
|                                         | Charles Gerard, IV barone Gerard | Dutton Gerard, III barone Gerard        |                                         |  |  |       |  |  |                                        |  |  |                                   |  |
|                                         | Charles Gerard, IV barone Gerard | Dutton Gerard, III barone Gerard        |                                         |  |  |       |  |  |                                        |  |  |                                   |  |
|                                         | Charles Gerard, IV barone Gerard | lady Mary Fane                          |                                         |  |  |       |  |  |                                        |  |  |                                   |  |
| Digby Gerard, V barone Gerard           | Charles Gerard, IV barone Gerard |                                         |                                         |  |  |       |  |  |                                        |  |  |                                   |  |
|                                         |                                  | Jane Digby                              | George Digby                            |  |  |       |  |  |                                        |  |  |                                   |  |
|                                         |                                  | Jane Digby                              | George Digby                            |  |  |       |  |  |                                        |  |  |                                   |  |
|                                         |                                  | Jane Digby                              | Mary Chetwynd                           |  |  |       |  |  |                                        |  |  |                                   |  |
| hon. Elizabeth Gerard                   |                                  | Jane Digby                              |                                         |  |  |       |  |  |                                        |  |  |                                   |  |
|                                         |                                  | Charles Gerard, I conte di Macclesfield | sir Charles Gerard                      |  |  |       |  |  |                                        |  |  |                                   |  |
|                                         |                                  | Charles Gerard, I conte di Macclesfield | sir Charles Gerard                      |  |  |       |  |  |                                        |  |  |                                   |  |
|                                         |                                  | Charles Gerard, I conte di Macclesfield | Penelope Fitton                         |  |  |       |  |  |                                        |  |  |                                   |  |
| lady Elizabeth Gerard                   |                                  | Charles Gerard, I conte di Macclesfield |                                         |  |  |       |  |  |                                        |  |  |                                   |  |
|                                         |                                  | Jeanne de Civelle                       | Pierre de Civelle                       |  |  |       |  |  |                                        |  |  |                                   |  |
|                                         |                                  | Jeanne de Civelle                       | Pierre de Civelle                       |  |  |       |  |  |                                        |  |  |                                   |  |
|                                         |                                  | Jeanne de Civelle                       | …                                       |  |  |       |  |  |                                        |  |  |                                   |  |
|                                         |                                  | Jeanne de Civelle                       |                                         |  |  |       |  |  |                                        |  |  |                                   |  |